# 他莫昔芬
他莫昔芬（INN：Tamoxifen），常見商品名Nolvadex（諾瓦得士），可用於治療或預防乳癌，目前仍在研究本品對於其他癌症的效果。本品可用來治療 馬－亞二氏症。他莫昔芬治療乳癌的療程通常為每日口服，持續五年。對於Estrogen receptor-positive的男性乳癌患者而言，標準的內分泌治療是以他莫昔芬治療 5-10 年，治療時間的長短會因個人差異(如復發風險和副作用等)而有所不同。此外，轉移性乳癌患者使用他莫昔芬輔助治療後有較佳的生存率。
嚴重副作用包含子宮癌、中風、視力問題，以及肺栓塞。常見副作用包含亂經、體重減輕，以及潮熱。妊娠及哺乳期間用藥會傷害胎兒。男性使用他莫昔芬的副作用可能包括靜脈栓塞、白內障、性功能不全、情緒低落、睡眠障礙、潮紅和腿部抽筋，使病患依照醫囑服用藥物的意願降低，所以未能完整治療。本品屬於選擇性雌激素受體調節物 （SERM），可減少乳房細胞的增生，並增加抑制乳腺的因子。本品在化學結構上歸為 三苯乙烯類化合物。
他莫昔芬於1967年首次發現，並列名於 世界卫生组织基本药物标准清单，為基礎公衛體系必備藥物之一。本品屬於通用名药物，在開發中國家每日劑量批發價約0.07至0.23美金。在美國每日劑量約為2美金。

## 外部連結
- 中的“他莫昔芬”